# Championnats d'Europe de beach tennis 2011
Navigation
Édition précédente Édition suivante
Les championnats d'Europe de beach tennis 2011, quatrième édition des championnats d'Europe de beach tennis, ont eu lieu du 16 au 18 septembre 2011 à Albena, en Bulgarie. Le double masculin est remporté par les Italiens Luca Carli et Michele Cappelletti, le double féminin par les Italiennes Simona Briganti et Laura Olivieri et le double mixte par les Italiens Eva D'Elia et Luca Meliconi.